# Alejandro de la Sota Martínez
Alejandro de la Sota Martínez (Pontevedra, 20 de octubre de 1913-Madrid, 14 de febrero de 1996) fue un arquitecto español. 

## Biografía
Alejandro de la Sota nace en 1913 en la ciudad de Pontevedra en un entorno de clase media que pronto propiciaría el desarrollo de sus cualidades artísticas. Logra finalizar sus estudios de arquitectura en la Escuela de Arquitectura de Madrid en 1941, tras el parón obligado por la guerra civil española. Aunque para poder ver uno de sus proyectos más importantes habría que esperar una década, apareciendo en 1951 su idea para la Central Lechera SAM de Santander. Aunque el proyecto no llegó a ejecutarse es la primera vez que Alejandro de la Sota muestra su interés por el movimiento moderno, sus conceptos y planteamientos en arquitectura. A partir de este momento nuestro autor demostrará su adhesión al movimiento moderno en numerosas obras que comienza a realizar a partir de los años cincuenta del pasado siglo como son el poblado de absorción de Fuencarral B, la residencia estudiantil de Miraflores, el gimnasio del Colegio Maravillas, el colegio César Carlos o el Gobierno Civil de Tarragona. Alejandro de la Sota es capaz de representar en sus edificios las conquistas alcanzadas por los arquitectos e ingenieros de su tiempo.
En 1960 obtiene una plaza de funcionario en la Dirección General de Correos, y a lo largo de esa década explora las posibilidades que ofrecen los nuevos materiales y desarrolla una serie de proyectos con un planteamiento constructivo basado en la utilización de paneles prefabricados de hormigón para muros y forjados, que lleva a cabo en la casa Varela en Villalba.
En este momento en el que se escribe tanto de arquitectura y se justifica casi todo, releer a Alejandro de la Sota resulta perturbador por la sencillez de sus escritos, concisos y directos. No pretende justificar sus obras; escoge las palabras exactas para explicar ideas, recordar vivencias y reflexionar; nos muestra su compleja personalidad y nos sentimos más cerca de su arquitectura.
Su pensamiento es en línea recta, Alejandro de la Sota tiene claro lo que quiere transmitir y lo hace con absoluta claridad y lucidez. Siempre deja un espacio de veladura para la sugerencia, para el descubrimiento, para hacer posible una interpretación más rica. Deliberadamente cultiva una cierta ambigüedad. Proyecta su concepción de edificios con materiales como sucedía con Ludwig Mies van der Rohe, ello le permitió olvidar la arquitectura y detener la forma en la construcción. Pero Alejandro va un poco más lejos ya que retuerce los materiales, convierte una cuerda en paraguas. Para Alejandro la arquitectura no se aprendía soluciones y toma como referencia a Le Corbusier en el que decía que “lo que se puede enseñar no merece ser aprendido” es decir, debía de ser necesario hacerse a uno mismo y prepararse profundamente para que en el momento de buscar soluciones saliesen con naturalidad 
Uno de los aspectos a tener muy en cuenta es su concepción de la arquitectura como divertimento, con su arquitectura, De la Sota busca sorprendernos y sorprenderse él mismo con el resultado renunciando a lo ya sabido. En la construcción de sus pensamientos siempre hay algo que provoca sorpresa. Su capacidad de asombro nos la transmite y provoca esa fascinación para entender de forma nueva lo que nos rodea.
Desde la conferencia que pronunció en la Escuela de Arquitectura de la Technishe Universität de Múnich en 1978, su obra ha sido reconocida internacionalmente. Impartió numerosas conferencias en España y en el extranjero y su obra ha sido objeto de exposiciones individuales en universidades como Harvard University, la Architectural Association de Londres, la ETH de Zúrich, Karlsruhe, Aquisgrán y Milán, además de en numerosas escuelas de arquitectura de España.
Alejandro de la Sota morirá el 14 de febrero de 1996 en Madrid. Tanto su labor como docente como su labor como arquitecto será un fermento único para arquitectos posteriores de todo el mundo, consiguiendo que la crítica actual le considere como uno de los grandes maestros de la arquitectura española del siglo veinte.

## Gobierno Civil de Tarragona. 1954-1957

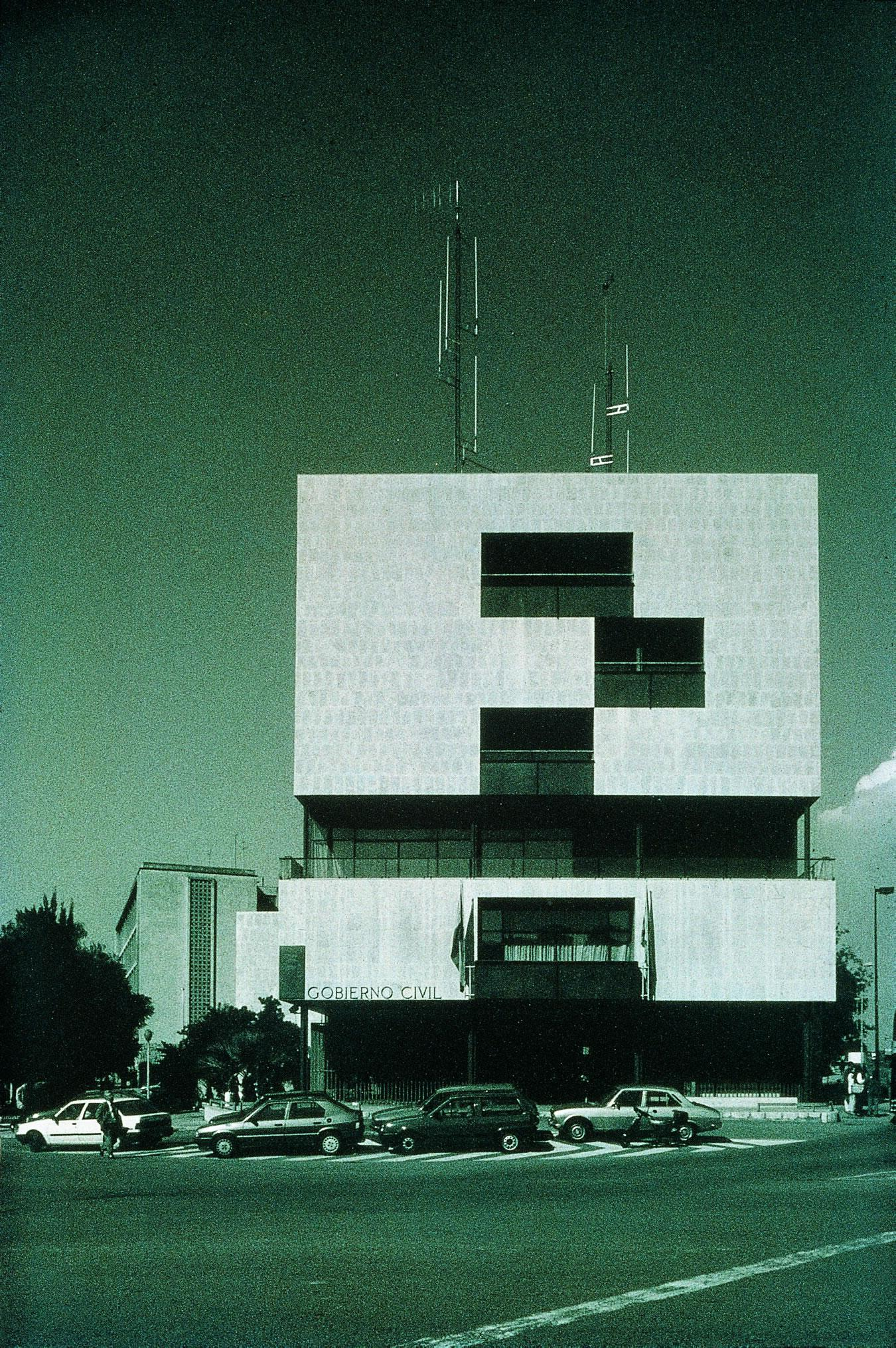
Gobierno Civil de Tarragona

El Gobierno Civil de Tarragona fue realizada desde 1954 hasta 1957, es uno de los edificios paradigmáticos del arquitecto Alejandro de la Sota y una obra destacada de la que puede considerarse como la segunda modernidad de la arquitectura española, que se desarrolló durante los años cincuenta del siglo XX. 
Representa todo un programa de necesidades mixto, se descompone en bloques según el uso y contiene ejes obligados que es la parte más destacada. Es un edificio pulcro y muy definido, claridad relacionada con la representatividad y la Administración. Los ejes parten de un módulo de 6 x 6 m, estando realizado el edificio con mármol labrado y pulido. Podemos decir que Alejandro de la Sota parte de viviendas con informalismo, rompiendo ejes. Intentó, sin éxito, construir este mismo proyecto en un emplazamiento más lógico. 
También diremos que esta construcción no ha perdido interés arquitectónico con el paso de los años sino que, por el contrario, ha alcanzado aún mayor valoración entre los arquitectos, los historiadores y los críticos, una valoración que, en las últimas dos décadas, se ha extendido al panorama internacional.
En cuanto a la estructura podemos destacar lo siguiente:
Se respeta el trazo urbano en cuanto a la limitación en más que dan sus alineaciones; se prescinde de la forma del solar por ellas determinado por no gustar de plantas en forma de cuña: se prefiere las derivadas de la cuadrícula en este caso. Tarragona favorece para el acuerdo de alineaciones del Gobierno Civil y escuela de trabajo. Se prescinde de la curvatura en la fachada principal por considerar que no favorece al proyecto, aunque se conserva a la curvatura de la plaza en la situación de pilares de fachada a la misma. 
En la Planta de semisótanos destacamos una sala para la guardia, archivo, almacén general, calefacción, vivienda de conserje y chofer, posible local disponible, garaje. 
En la planta baja predomina un gran vestíbulo, guardia, con independencia comisión provincial de urbanismo, amplio local disponible. Aseos, centralita, y cabinas, información., etc. En la planta primera encontramos el Gobierno civil propiamente dicho. Seguidamente, en la planta segunda destacan las recepciones y un bar, en la planta tercera se sitúa el departamento de huésped de honor. La planta cuarta está la Vivienda del señor propietario. Y finalmente en las plantas quinta y sexta destaca la Vivienda del Excmo. Sr. Gobernador. 
En la planta de semisótanos estaba el retén de policía armada. En inmediatamente comunicación con la primera planta: dos alturas de techo correspondientes al cuerpo de guardia una, la otra al departamento de literas dobles y al cuarto de aseo.
En conclusión este edificio representó en la fecha en que se proyectó y construyó, un gran avance arquitectónico.
Planos del Gobierno Civil de Tarragona

## Obras representativas

### Pedanía de Esquivel, Sevilla. 1952
Es un pueblo de colonización creado en las proximidades de Sevilla en los años cincuenta del siglo XX. Está situado en la Comarca de la Vega del Guadalquivir, en la provincia de Sevilla. 
La planta del poblado presenta calles con separación funcional para personas y animales, más tarde para maquinaria. Las calles van conformando una especie de arco y crea una plaza en un prado abierto donde se ubica la iglesia (Parroquia de San José Obrero) y la delegación municipal de la pedanía, siendo este un diseño muy original para la época. Es un pueblo de nueva planta, tiene unas características bien definidas, y fue considerado un ejemplo para otros pueblos. 
El trazado es rígido, porque Esquivel nació de una vez, además, sobre un terreno llano con orientación simétrica respecto a la carretera. Se desarrolló su plaza en abanico hacia la carretera de Sevilla a Lora. 
Se trató de conseguir en Esquivel con las calles o vías estrechas, sus casas bajas, los huecos pequeños, lo más posible del tamaño del hombre. Siguiendo determinadas teorías, se dividieron las calles, rígidamente, en calles para hombres a pie y calles para hombres con carro. Se buscó en todo el pueblo la sencillez al hacerlo con una simplicidad absoluta. 
La iglesia, por su mayor importancia con formas simplistas, modernas, con elementos como la cal y barro. En el interior trata de conseguir un efecto de claroscuro para disponer el ánimo al recogimiento y a la adoración. En las as Viviendas se intentó el anular el paso del arquitecto en la presencia de las cosas, limitándolo a una superior vigilancia .El Ayuntamiento lleva como notas de color una columna y dos angelotes de cerámica y un reloj que parece un gran despertador, colocado en lo alto y sobre pedestal de hierro. En cuanto a la escuela, se la llevaron fuera del pueblo, a un olivar próximo. Se metieron flores dentro casi de las aulas. 
Hay una serie de elementos secundarios en Esquivel: Un cine al aire libre, una taberna- casino, bancos, paseos, fuentes.... El templete de entrada al pueblo cumple su papel al conseguir ser un término en el juego de planos. Llevará en su coronación un gran letrero de Esquivel.

### Viviendas en calle del Prior, Salamanca. 1963
El edificio se ubica en un solar de forma irregular compuesto por dos bloques en ángulo, uno abierto a la calle de Prior y otro a la calle del Prado. Al desembocar la calle de Prior en la plaza Mayor, la normativa obligaba al uso de la característica piedra de Villamayor. De este modo, De la Sota se libera por decreto de la renuncia moderna a los materiales nobles y realiza una obra en la que puede emplear el saber aprendido de sus maestros y de la tradición construida. A pesar de ello, la obra no carece de innovación pues, si el tratamiento de la fábrica es el de los viejos monumentos, el objeto en el que se inserta, el cubo ingrávido, es una forma próxima a las de las vanguardias clásicas . La fachada a la calle del Prado, en la que se sitúa la entrada a las viviendas, presentaba un paño acristalado, hoy prácticamente perdido, que ocupaba una doble planta y resolvía la ventilación con gran delicadeza al colocar bajo el remate de las vigas de canto dos delicadas lamas de vidrio oscilante.
El lunes 5 de octubre de 2015, Día Mundial de la Arquitectura, el Docomomo Ibérico y el Colegio de Arquitectos de Salamanca, junto con la Fundación Alejandro de la Sota, colocaron una placa en recuerdo del arquitecto en el interior del portal del edificio de viviendas de la Calle Prior de Salamanca. Uno de los motivos para colocar la placa conmemorativa es que nunca hubo ninguna en dicho edificio que hiciera mención a la autoría del mismo. Además, la Comunidad de Propietarios de las calles Prado y Prior colocaron otra placa explicativa del interés histórico-artístico del edificio en el exterior del mismo, con motivo del 50 aniversario de su construcción.

### Colegio Mayor César Carlos, Madrid. 1967
Este edificio representa una de las respuestas más originales dentro de las edificaciones dedicadas en los años sesenta a Colegios Mayores en la Ciudad Universitaria. 
La composición del conjunto se fundamenta en la comunicación de dos bloques mediante un pasadizo subterráneo; uno, el de mayor volumen, que presta su carácter al Colegio, está concebido de forma clásica, albergando la biblioteca en planta baja y semienterrada sobre la que se levantan en sus extremos dos torres simétricas que agrupan los dormitorios en torno a sendos núcleos de comunicaciones, coronándose ambos por el cuerpo del gimnasio, ligero y acristalado, que las enlaza por arriba en una imagen global que recuerda a un arco de triunfo.
En el otro bloque, de dos plantas y semisótano y clara resolución racionalista y horizontal, se sitúan las restantes zonas comunes de relación y servicios. El complejo se desarrolla en plataformas para adaptarse al terreno, rodeándose de terrazas cubiertas de vegetación que garantizan la privacidad.
El tratamiento de las fachadas se utiliza para unificar las dos opuestas volumetrías, monumental y simbólica una y de naturaleza casi doméstica la otra, empleando el mismo revestimiento de plaqueta ocre-verdosa e iguales tipos de huecos y carpinterías.
Alejandro de la Sota demuestra la clara voluntad de dar un sentido a un solar, más allá incluso de los edificios que lo ocupan. El arquitecto nos enseña cómo la idea de arquitectura está al servicio de una comunidad tan peculiar, para la que el arquitecto procura unos espacios presididos por el recogimiento, por el silencio preciso para cada individuo. Pero al tiempo, un conjunto arquitectónico que favorezca los vínculos entre los habitantes. 
Se da la manipulación del terreno en diferentes plataformas, la voluntad de dispersar los volúmenes por el solar, la importancia de las plantaciones de árboles, la ubicación de cada actividad en los edificios, las cubiertas como privilegiadas terrazas habitables… y hasta temas tan aparentemente menores como el paso subterráneo entre los edificios, la distribución de masas arboladas y su escala respecto a los edificios, los desembarcos a media altura entre pisos de dormitorios, la forma escalonada y jerarquizada en planta de las habitaciones, o el tratamiento del plano del suelo en los recintos exteriores.

### Colegio Residencia Caja de Ahorros Provincial, Orense. 1966-1967
Nos encontramos ante un proyecto en el que prima la utilización de un módulo volumétrico repetido para múltiples usos, construido con paneles de hormigón presentado diferenciándolos en su acabado interior. Los paneles planos de este módulo se utilizan como forjados, muros de cerramientos, cubiertas, etc. Es un buen ejemplo de arquitectura en las que la simplicidad es fundamental.

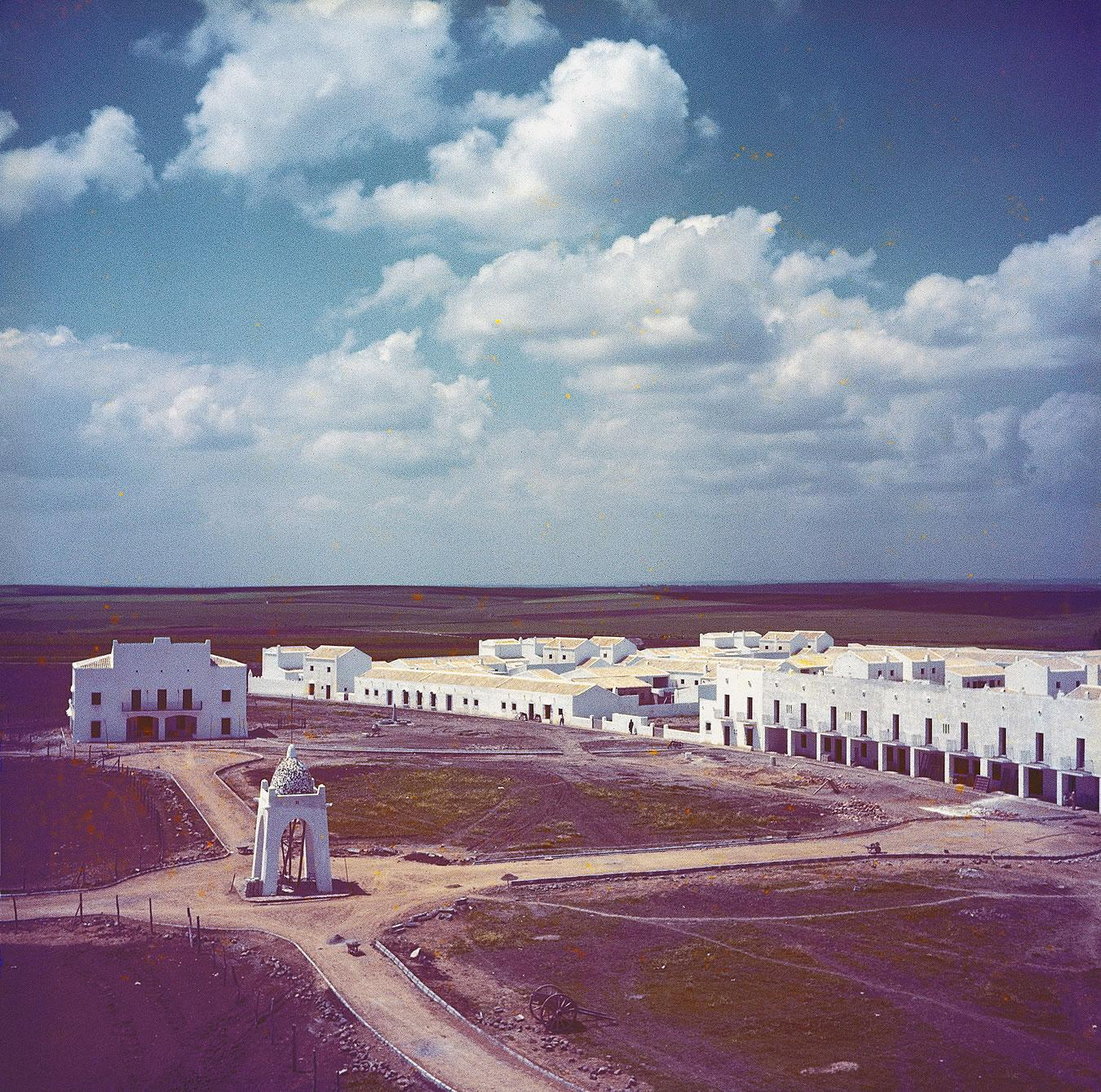
Pedanía de Esquivel, Alcalá del Río, Sevilla
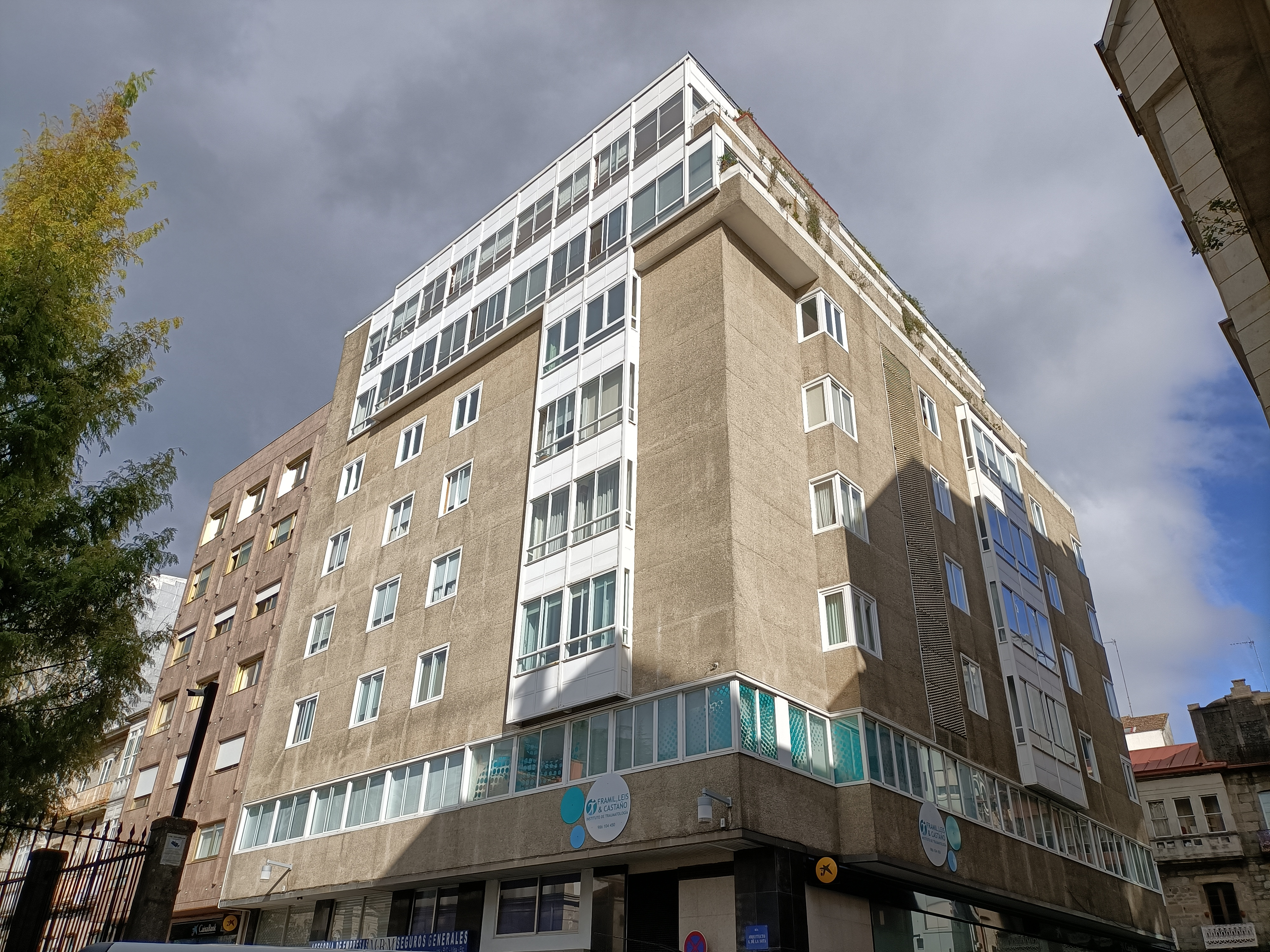
Edificio de viviendas de 1970 en la calle Marqués de Riestra de Pontevedra
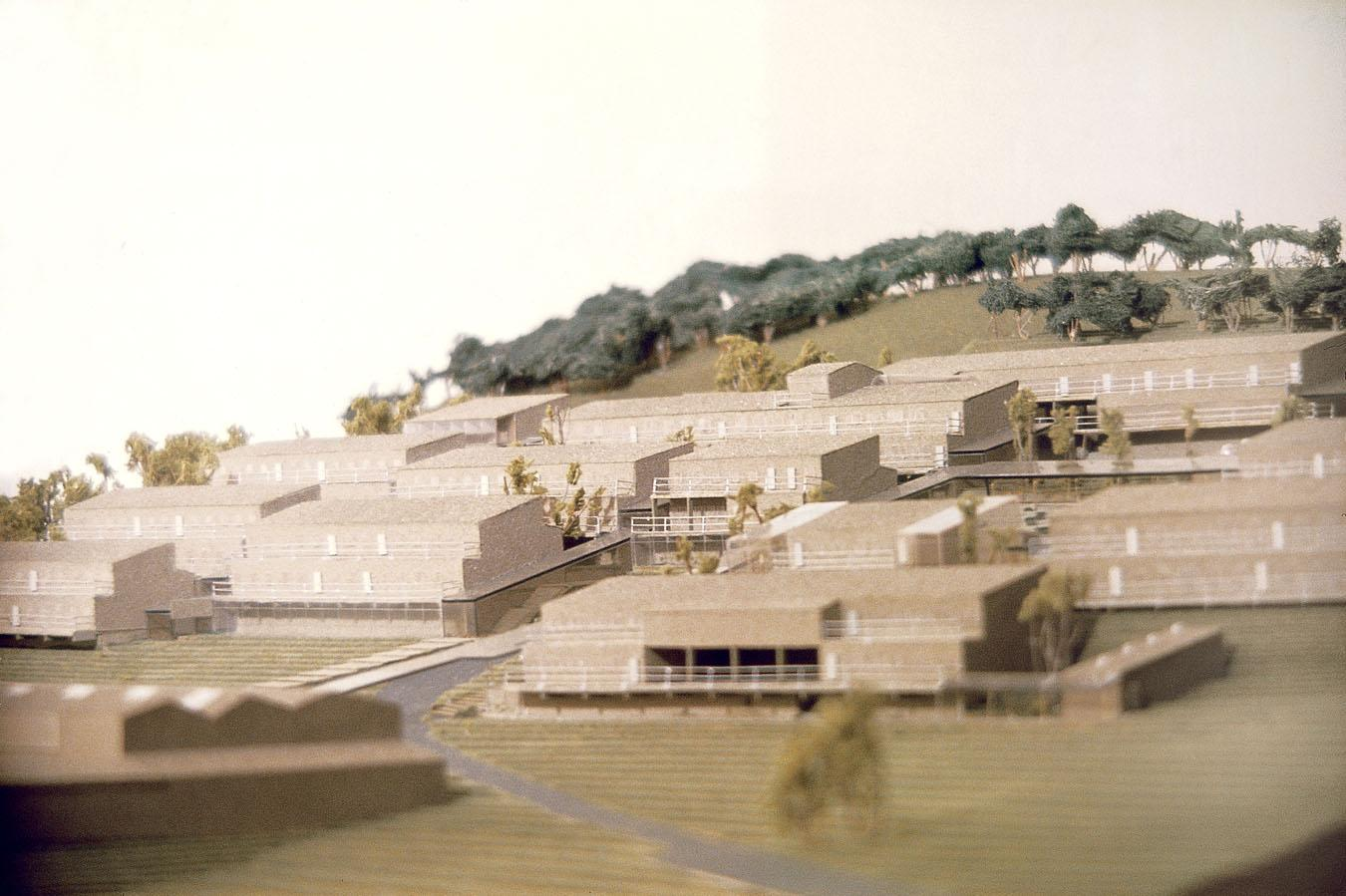
Colegio Residencia Caja de Ahorros Provincial, Orense

### Otras Obras representativas

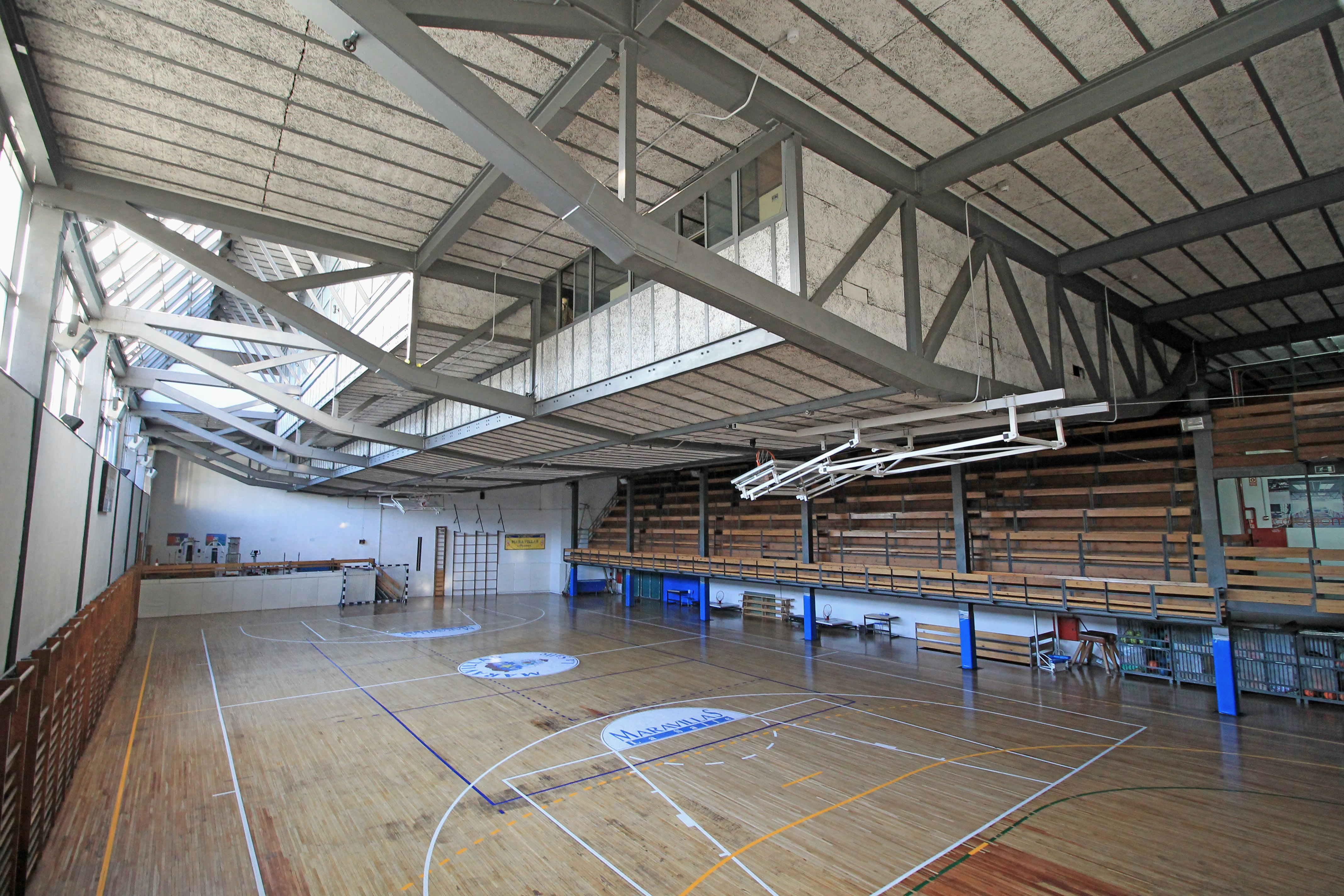
Gimnasio del Colegio Maravillas.

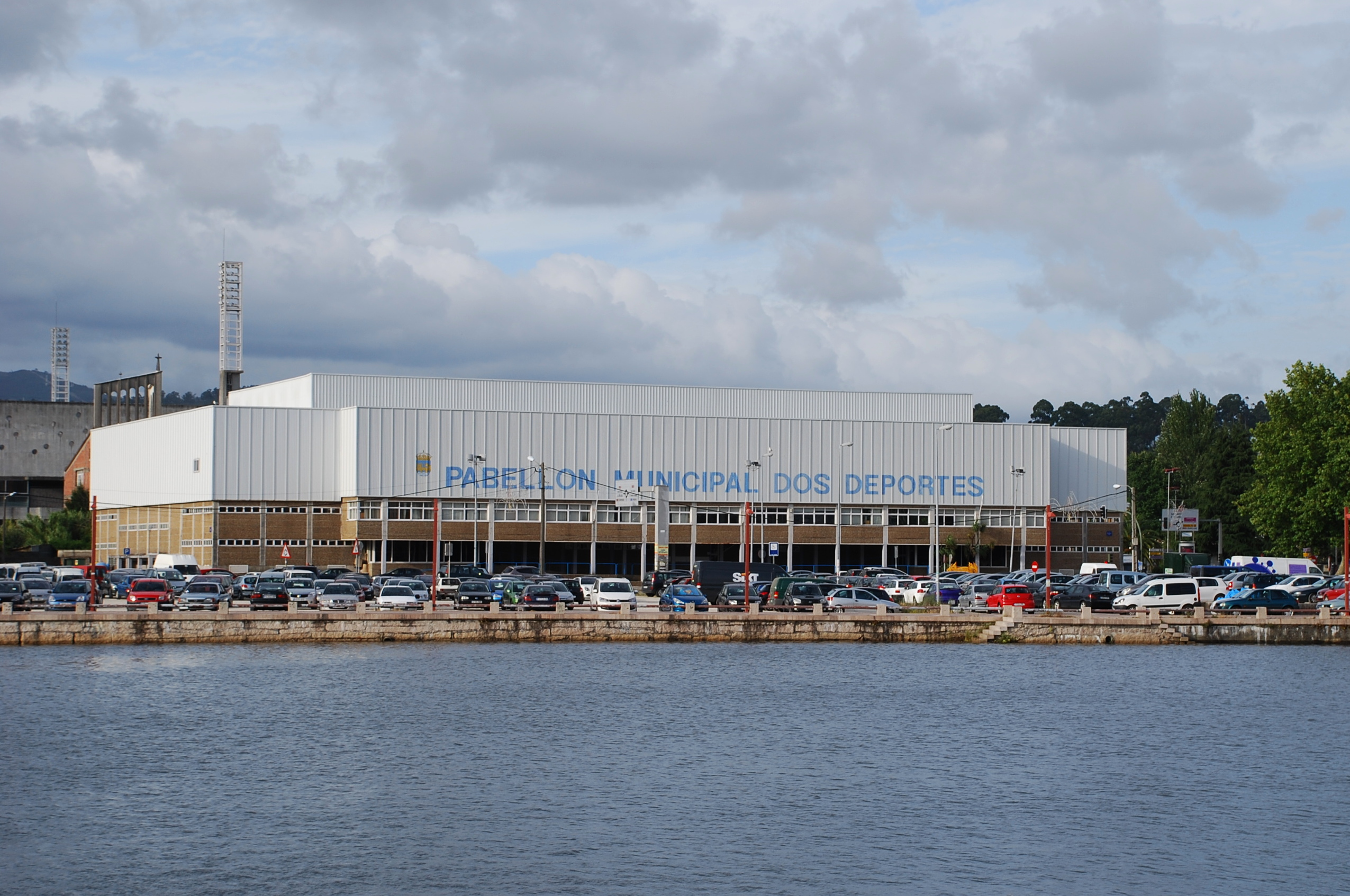
Pabellón Municipal de Deportes de Pontevedra.

- Casa de la Avenida Doctor Arce n.º 20 (Madrid) (1953-1964) (demolida).
- Talleres Aeronáuticos TABSA (Madrid) (1957-1958).
- Gimnasio del Colegio Maravillas (Madrid) (1962).
- Bloque de Viviendas (Salamanca) (1963).
- Residencia de Verano Infantil (Miraflores de la Sierra, Madrid) (1957-1959).
- Central Lechera CLESA (Madrid) (1963).
- Edificio de Correos, declarado Bien de Interés Cultural, (Úbeda) (1964).
- Las naves industriales del Centro Nacional de Investigaciones Metalúrgicas del Consejo Superior de Investigaciones Científicas (CENIM-CSIC) (Madrid) (1965-1967).[9]
- Pabellón Municipal de Deportes de Pontevedra (Pontevedra) (1966).
- Colegio Residencia Caja de Ahorros Provincial (Orense) (1966-1967).
- Aulas y Seminarios de la Universidad (actual Facultad de Matemáticas)(Sevilla) (1972) (premio nacional de arquitectura).
- Centro de Cálculo de la Caja Postal (Madrid) (1973-1976).
- Banco Pastor (Pontevedra) (1974).
- Casa Domínguez (Poio, Pontevedra) (1976).
- Edificio de Correos y Telecomunicaciones (León) (1980-1983).
- Edificio Caja Postal de Ahorros (Madrid) (1986-1989).
- Biblioteca Universitaria (Santiago de Compostela) (1990).
- Edificio de Juzgados (Zaragoza) (1991-1993).
- Rediseño y rehabilitación del Edificio del Cabildo Insular (Las Palmas de Gran Canaria) (1994).
- Bloque de viviendas (Zamora).

## Premios y distinciones
- 1963 Gran Premio Nacional de Artes Plásticas. Sección Arquitectura, por el Gimnasio del Colegio Maravillas.
- 1973 Premio Nacional de Arquitectura. Dirección General de Arquitectura.
- 1984 Medalla de Oro al Mérito en las Telecomunicaciones.
- 1985 Medalla de Oro de la ciudad de Pontevedra.
- 1986 Medalla de Oro al Mérito de la Real Academia de Bellas Artes de San Fernando.
- 1988 Medalla de Oro del Consejo Superior de Colegios de Arquitectura de España.
- 1988 Premios Pinat-88 al uso de la piedra en Arquitectura.
- 1990 Premio Castelao-Junta de Galicia.[10]
- 1992 Premio I Bienal Española de Arquitectura y Urbanismo.
- 1993 Premio Fenosa.
- 1993 V Premio Antonio Camuñias. Fundación Antonio Camuñias.
- 1996 Medalla de Oro del Colegio de Arquitectos de Cataluña.
- 1996 Insignia de Oro del Colegio Maravillas.